# Magnus IV van Noorwegen

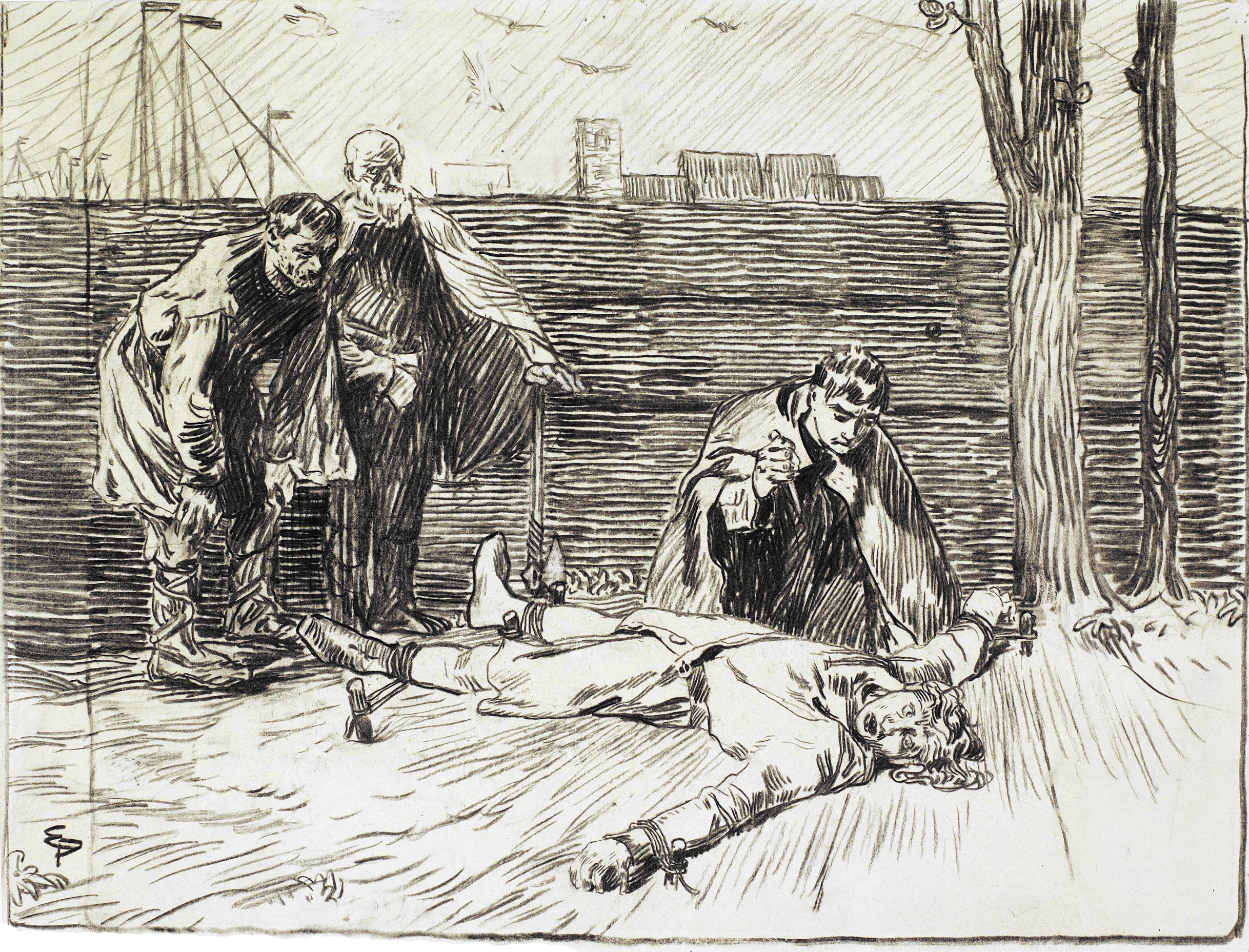
Harald maakt Magnus blind en castreert hem

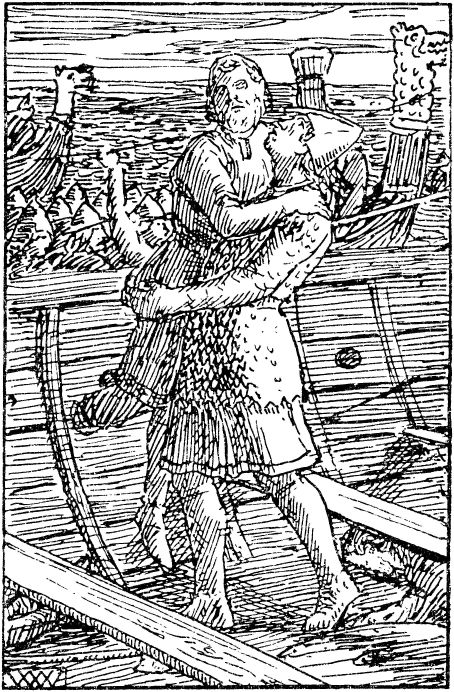
Magnus sneuvelt in de slag bij Hvaler. De trouwe schildwacht Reidar Grjotgardsson probeert zijn koning te beschermen, maar een speer doorboort hen beiden.

Magnus IV (?, ca. 1115 - Holmengrå, 12 november 1139), ook bekend als Magnus de Blinde en Magnus Sigurdsson, was koning van Noorwegen van 1130 tot 1135 en nogmaals van 1137 tot 1139. Zijn koningsperiode markeert het begin van de lange Noorse burgeroorlog tussen verschillende troonpretendenten, die tot 1240 duurt.
Na de dood van Magnus' vader (koning Sigurd I) in 1130 deelde Magnus de troon van Noorwegen met zijn oom Harald IV (Gille). Magnus IV trouwde in 1133 met Christina, een dochter van de Deense prins Knoet Lavard.
Na enkele jaren brak oorlog uit tussen de twee koningen Magnus en Harald. Op 9 augustus 1134 versloeg Magnus Harald in de slag bij Färlev in Bohuslän, en Harald vluchtte naar Denemarken.
Tegen het advies van zijn raadslieden in, besloot Magnus na de overwinning om zijn leger te ontbinden. Hij reisde af naar Bergen om daar de winter door te komen. Harald greep zijn kans er keerde terug naar Noorwegen met een nieuw leger. Hij bereikte Bergen voor het eind van het jaar en nam de stad zonder moeite in op 7 januari 1135. Magnus werd gevangengenomen en van de troon gestoten. Zijn ogen werden uitgestoken, hij werd gecastreerd en een van zijn benen werd afgehakt. Hierna staat hij bekend als "Magnus de Blinde".
Magnus ging het klooster in en werd monnik. In 1136 werd Harald vermoord door een andere troonpretendent, Sigurd Slembe, die zichzelf in 1135 tot koning had uitgeroepen. Om zijn claim op de troon te steunen, besloot Sigurd Slembe om Magnus terug te halen uit het klooster en het koningschap met hem te delen.
Magnus en Sigurd Slembe splitsten hun leger en Magnus trok naar het oosten van het land, waar zijn populariteit het grootst was, maar werd verslagen door koning Inge I van Noorwegen (Kromrug), een zoon van Harald Gille. Magnus vluchtte naar Götaland en vervolgens naar Denemarken, waar hij steun voor zijn zaak probeerde te krijgen. Een invasie door de Deense koning Erik II van Denemarken faalde echter.
Magnus besloot nu om zich weer bij Sigurd Slembe aan te sluiten in Noorwegen. Nadat ze een tijd hadden rondgetrokken, meer als bandieten dan als koningen, werden ze uiteindelijk verslagen door Inge I en zijn broer Sigurd II van Noorwegen (Munn) in de slag bij Holmengrå op 12 november 1139. Magnus viel in de veldslag, en Sigurd Slembe werd gevangengenomen en vermoord.